# Lightinthebox
LightInTheBox Holding Co., Ltd. (chino simplificado: 兰亭集势; chino tradicional: 蘭亭集勢; pinyin: Lántíng jí shì) es una empresa de venta minorista en línea con sede en Shanghai, China.  Ofrece productos a consumidores de más de 200 países y territorios. Atrae al consumidor mostrando sus productos de estilo de vida a través de LightInTheBox.com, MiniInTheBox.com y sus otros sitios web. En octubre de 2013 se presentaba en 26 idiomas.

## Desarrollo
LightInTheBox, también propietaria de MiniInTheBox.com, fue fundada en 2007 y empezó a cotizar en la bolsa de Nueva York bajo el símbolo "LITB" en junio de 2013.
El 8 de noviembre de 2018, LightInTheBox adquirió el reconocido ezbuy de comercio electrónico de Singapur por un precio total de 85,55 millones de dólares. Hasta 2020 contaba con dos plataformas de compras importantes, LightInTheBox y ezbuy, ambas plataformas atienden a consumidores en más de 140 países y 27 idiomas diferentes.  
El 6 de agosto de 2020, LightInTheBox (NYSE: LITB) nombró a Wenyu Liu como director de crecimiento (CGO) de la compañía, y a Yuanjun Ye como director financiero (CFO).